# Алелюхін Олексій Васильович
Алелюхін Олексій Васильович (рос. Алелюхин Алексей Васильевич, 30 березня 1920 — 29 жовтня 1990) — радянський льотчик-ас, двічі Герой Радянського Союзу (1943), в роки німецько-радянської війни командир ескадрильї 9-го гвардійського винищувального авіаційного полку 6-ї гвардійської винищувальної авіаційної дивізії 8-ї повітряної армії Південного фронту. Генерал-майор авіації (1971).

## Біографія
Народився в селі Кесова Гора (нині село Тверської області) у робітничій родині. Закінчив початкову школу. Працював на Московській фабриці канцелярських товарів, одночасно навчався в планерній школі.
У Червоній Армії з 1938 року, призваний Митищинським райвійськкоматом Московської області. У 1939 році закінчив Борисоглєбську військово-авіаційну школу імені В. П. Чкалова.
Учасник Німецько-радянської війни з перших днів. Бойовий шлях розпочав у небі Одеси на І-16. Був льотчиком-винищувачем, командиром ланки ескадрильї, заступником командира 9-го гвардійського винищувального авіаполку. Воював на Південному фронті, Південно-Західному фронті, Сталінградському фронті, Четвертому Українському фронті, Третьому і Першому Білоруських фронтах.
Здійснив 601 бойовий виліт, збив особисто 40 і у складі групи — 17 ворожих літаків. В 1948 закінчив Військову академію імені М. Фрунзе, 1954 — Військову академію Генштабу. Займав командні посади в армії. Нагороджений двома орденами Леніна, 3-ма — Червоного Прапора, ін. орденами й медалями.
У 1950 році полковник О. В. Алелюхін служив заступником командира 151-ї винищувальної авіаційної дивізії. У жовтні 1950 разом із дивізією був перекинутий до Китайської Народної Республіки, а з листопада по грудень 1950 року брав участь у бойових діях проти авіації США над Північною Кореєю. Особистих перемог у повітряних боях не мав. У грудні дивізія була відведена назад в Китай і займалася протиповітряною обороною промислових центрів і підготовкою китайських і корейських льотчиків.
З 1985 року генерал-майор авіації Алелюхін — у відставці. Жив у Москві. Помер 29 жовтня 1990 року. Похований у Москві на Новодівичому кладовищі (ділянка 11).

## Матеріали
- Фотографії Алелюхін Олексій біля літаків у 9 ГИАП [Архівовано 13 липня 2018 у Wayback Machine.]